# 韩菓

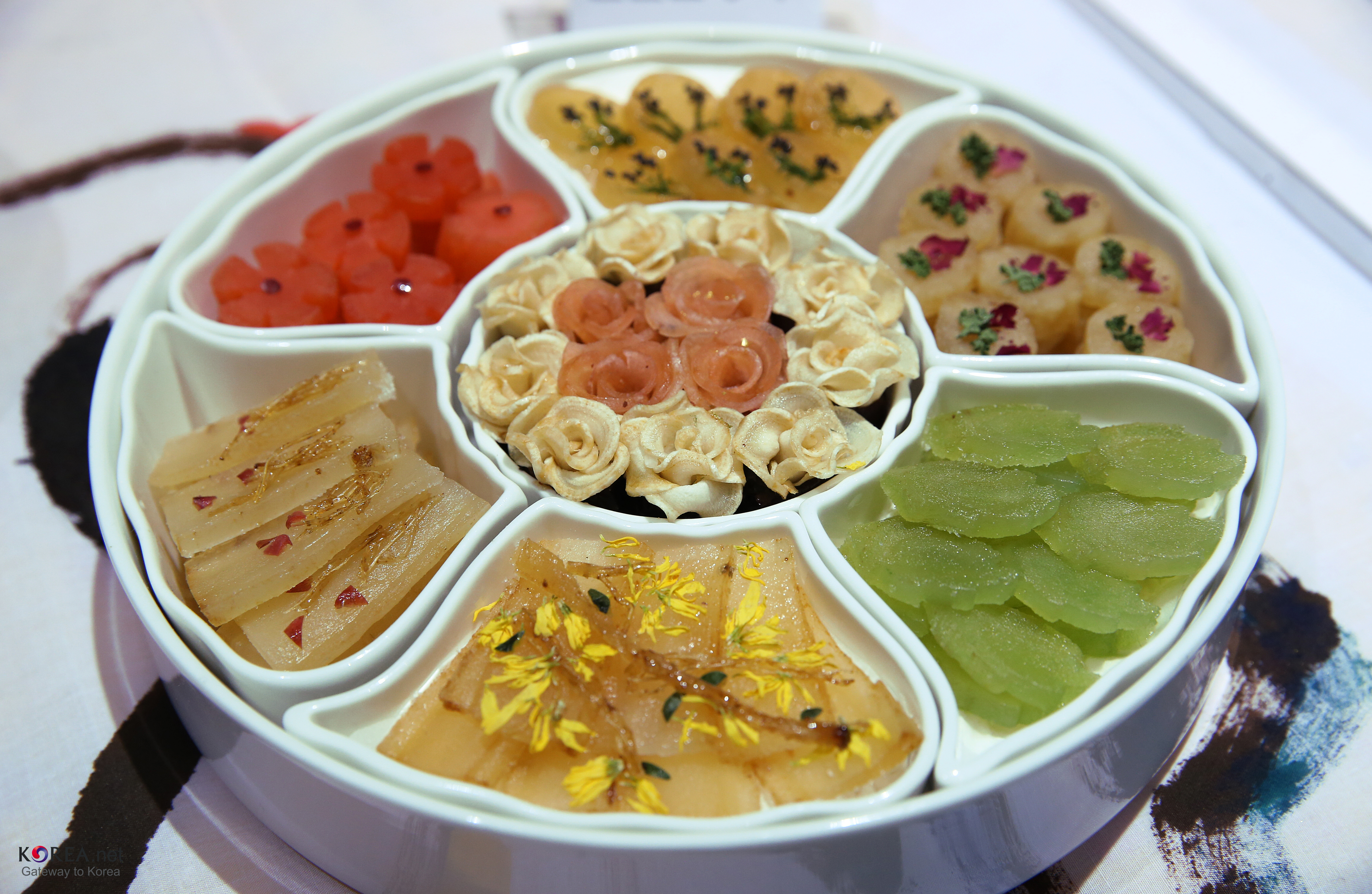
放在攢盒裡的韓菓

韓菓（韩语：／ Hangwa，或／ Jogwa */?）是韩国传统菓子的泛称，一般由谷物、面粉、蜂蜜、糖、水果等原料制作，主要包括茶食（다식）、江米條、油菓、药菓、熟实果、果片、饴、正果、馒头菓、梅雀菓等，在韓國通常搭配傳統茶飲一同食用，也是在傳統節日祭拜不可或缺的供品和韓國人過年送禮的禮品之一。韓國京畿道抱川市建有韩菓文化博物馆介绍韩菓的历史由来、制作过程等。